# نهريق
نهريق هي قرية في مقاطعة ورزقان، إيران. عدد سكان هذه القرية هو 592 في سنة 2006.